# Barnum (comédie musicale)
Pour les articles homonymes, voir Barnum.
Barnum est une comédie musicale américaine avec un livret de Mark Bramble, des paroles de Michael Stewart et des musiques de Cy Coleman. Il est basé sur la vie de Phineas Taylor Barnum, couvrant la période de 1835 à 1880 aux États-Unis et dans les grandes villes du monde où Barnum a emmené ses compagnies de spectacle. La production combine des éléments du théâtre musical traditionnel avec le spectacle du cirque . Les personnages incluent des jongleurs, des trapézistes et des clowns, ainsi que des personnalités réelles comme Jenny Lind et le général Tom Thumb.
La production originale de Broadway a été présentée 854 représentations et a été suivie par une production londonienne, entre autres.

## Synopsis
Au milieu du 19e siècle, Phineas Taylor (PT) Barnum présente ses numéros de cirque alors qu'il se tient devant une tente, proclamant There Is a Sucker Born Ev'ry Minute. Il aime le spectacle et l'excitation, utilisant le battage médiatique et le "humbug" (imposture) pour promouvoir ses expositions. Sa femme Charity est en désaccord avec ses mensonges, mais l'aime et vise à le garder. Barnum présente alors la femme la plus âgée du monde, Joice Heth, et grâce à un mensonge de Barnum, elle devient un succès (Thank God I'm Old). 
Son épouse Charity (Chairy) le presse de trouver un emploi dans une usine, mais Barnum refuse (The Colors of My Life (première partie)) et Charity admet et accepte avec ironie la disparité entre leurs points de vue (The Colors of My Life (deuxième partie)). Barnum fait appel à des clowns pour l'aider à construire un musée pour abriter ses attractions (avec des résultats comiques attendus) et c'est à Charity de l'encourager à continuer (One Brick at a Time), avec pour résultat que "tout dans le musée soit spectaculaire" (Museum Song) ; cependant, le musée brûle accidentellement. Barnum trouve deux nouvelles attractions vedettes, Tom Thumb, qui dit que Bigger isn't Better et Jumbo.
Barnum devient alors manager de la célèbre chanteuse d'opéra suédoise Jenny Lind (Love Makes Such Fools of Us All). Barnum tombe amoureux d'elle et voit l'attrait de partir en tournée avec elle (Out There). Il accompagne Jenny en tournée, laissant Charity derrière, tandis qu'une fanfare les salue (Come Follow the Band). Bien que tout semble aller bien pour Barnum, il constate que sans Charity dans sa vie, il est misérable, et il décide de rompre les liens avec Jenny et de rentrer chez lui auprès de la femme qu'il aime (Love Makes such Fools of Us All (Reprise)). À son retour auprès de Charity, il promet de vivre une vie plus calme qu'elle désire pour lui (Black and White). 
Après un passage raté à la direction d'une usine d'horlogerie et une tentative infructueuse de construire sa propre ville, il se tourne vers la politique; quand sa campagne semble vouée à l'échec par manque d'intérêt, Charity prend conscience de l'importance de ses talents et de sa passion dans sa vie et lui permet d'injecter de la couleur et de la vie dans sa campagne. Il est élu maire de Bridgeport, et tous deux reconnaissent la valeur de leur approche de la vie et de leur complémentarité (The Colors of My Life (Reprise)). Barnum est prêt à se présenter au poste de sénateur, mais sa bien-aimée Charity meurt subitement. Lorsque Barnum se retrouve trompé de l'investiture au Sénat par son parti politique, il déplore sa position, se rend compte que son talent pour le mensonge ne le quittera jamais et souhaite "faire les choses correctement" (Prince of Humbug). James Anthony Bailey arrive et lui offre la chance de rejoindre le cirque (Join the Circus). Retissant au départ, il cède et rejoint Bailey, et ils forment le cirque Barnum and Bailey.
Dans "une attraction princière finale", Barnum apparaît devant le public (The Final Event: There is a Sucker Born Ev'ry Minute) et revient sur son passé:

## Numéros musicaux
| Acte I - Overture Chase - There is a Sucker Born Ev'ry Minute – Barnum - Humble Beginnings Chase - Thank God I'm Old – Joice Heth et Tambourine Players - The Colors of My Life (Part 1) – Barnum - The Colors of My Life (Part 2) – Charity - One Brick at a Time – Charity, Barnum et Bricklayers - Museum Song – Barnum - Female of the Species Chase - I Like Your Style – Barnum et Charity - Bigger Isn't Better – Tom Thumb - Love Makes Such Fools of Us All – Jenny Lind - Midway Chase - Out There – Barnum and Charity | Acte II - Come Follow the Band – Potomac Marching Band et Washingtonians - Black and White – Charity, Chœurs, Blues Singer, Barnum et les citoyens de Bridgeport - The Colors of My Life (Reprise) – Barnum et Charity - The Prince of Humbug – Barnum - Join the Circus – Bailey, Circus Performers et Barnum - Finale Chase - The Final Event: There is a Sucker Born Ev'ry Minute (Reprise) |

## Distribution
| Personnage              | Production originale de Broadway | Production originale de Londres | Chichester Festival Theatre | Tournée britannique | Production 2017 de Londres |
| ----------------------- | -------------------------------- | ------------------------------- | --------------------------- | ------------------- | -------------------------- |
| Phineas Taylor Barnum   | Jim Dale                         | Michael Crawford                | Christopher Fitzgerald      | Brian Conley        | Marcus Brigstocke          |
| Charity (Chairy) Barnum | Glenn Close                      | Deborah Grant                   | Tamsin Carroll              | Linzi Hateley       | Laura Pitt-Pulford         |
| Ringmaster              | William C. Witter                | William C. Witter               | James O’Connell             | John Stacey         | Dominic Owen               |
| Joice Heith             | Terri White                      | Jennie McGustie                 | Aretha Ayeh                 | Landi Oshinowo      | Tupele Dorgu               |
| Jenny Lind              | Marianne Tatum                   | Sarah Payne                     | Anna O’Byrne                | Kimberly Blake      | Celinde Schoenmaker        |
| General Tom Thumb       | Leonard John Crofoot             | Christopher Beck                | Jack North                  | Mikey Jay-Heath     | Harry Francis              |
| Amos Scudder            | Kelly Walters                    |                                 |                             |                     | Danny Collins              |
| James Bailey            | William C. Witter                | William C. Witter               | James O’Connell             | John Stacey         | Dominic Owen               |
| Chester Lyman           | Terrence Mann                    |                                 |                             |                     | Lucie-Mae Summer           |
| Mr. Stratton            | Dirk Lumbard                     |                                 |                             |                     | Ainsley Hall Ricketts      |
| Mrs. Stratton           | Sophie Schwab                    |                                 |                             |                     | N/A                        |

## Productions

### Production originale de Broadway
La production originale a débuté au St. James Theatre de Broadway, le 30 avril 1980, et s'est terminée le 16 mai 1982, après 854 représentations et 26 avant-premières. Il a été mis en scène et chorégraphié par Joe Layton, avec une conception scénique de David Mitchell, une conception de costumes par Theoni V. Aldredge et une conception d'éclairage par Craig Miller. La comédie musicale mettait en vedette Jim Dale dans le rôle de PT Barnum, Glenn Close dans celui de Charity Barnum, Marianne Tatum pour Jenny Lind, Terri White pour Joice Heth et Terrence Mann pour Chester Lyman. Pendant les vacances de Jim Dale en mai 1981, le rôle de Barnum a été joué par Tony Orlando, et lorsque Dale a quitté la production en octobre 1981, Mike Burstyn a assumé le rôle pour le reste de la série.

### Production originale de Londres
Le spectacle a fait ses débuts dans le West End le 11 juin 1981 au London Palladium, où il a été présenté pendant 655 représentations. Le casting londonien comprenait Michael Crawford dans le rôle de PT Barnum, Deborah Grant dans celui de Charity Barnum et Sarah Payne dans le rôle de Jenny Lind. Crawford a repris son rôle face à Eileen Battye dans une tournée britannique du spectacle qui s'est déroulée entre 1984 et 1986, en s'arrêtant dans divers lieux, dont la Manchester Opera House et une reprise du West End au Victoria Palace Theatre. La tournée a été enregistrée pour la télévision et diffusée par la BBC en 1986.
Il y a eu un autre reprise à Londres au Dominion Theatre, avec Paul Nicholas et un autre dans un chapiteau de cirque à Battersea Park avec Peter Duncan.

## Récompenses et nominations
| Production    | Récompense             | Catégorie                                           | Nominee                       | Résultat   |
| ------------- | ---------------------- | --------------------------------------------------- | ----------------------------- | ---------- |
| Broadway 1980 | Tony Award             | Best Musical                                        | Best Musical                  | Nomination |
| Broadway 1980 | Tony Award             | Best Book of a Musical                              | Mark Bramble                  | Nomination |
| Broadway 1980 | Tony Award             | Best Original Score                                 | Cy Coleman et Michael Stewart | Nomination |
| Broadway 1980 | Tony Award             | Best Performance by a Leading Actor in a Musical    | Jim Dale                      | Lauréat    |
| Broadway 1980 | Tony Award             | Best Performance by a Featured Actress in a Musical | Glenn Close                   | Nomination |
| Broadway 1980 | Tony Award             | Best Direction of a Musical                         | Joe Layton                    | Nomination |
| Broadway 1980 | Tony Award             | Best Choreography                                   | Joe Layton                    | Nomination |
| Broadway 1980 | Tony Award             | Best Scenic Design                                  | David Mitchell                | Lauréat    |
| Broadway 1980 | Tony Award             | Best Costume Design                                 | Theoni V. Aldredge            | Lauréat    |
| Broadway 1980 | Tony Award             | Best Lighting Design                                | Craig Miller                  | Nomination |
| Broadway 1980 | Drama Desk Award       | Outstanding Musical                                 | Outstanding Musical           | Nomination |
| Broadway 1980 | Drama Desk Award       | Outstanding Music                                   | Cy Coleman                    | Nomination |
| Broadway 1980 | Drama Desk Award       | Outstanding Actor in a Musical                      | Jim Dale                      | Lauréat    |
| Broadway 1980 | Drama Desk Award       | Outstanding Director of a Musical                   | Joe Layton                    | Nomination |
| Broadway 1980 | Drama Desk Award       | Outstanding Choreography                            | Joe Layton                    | Nomination |
| Broadway 1980 | Drama Desk Award       | Outstanding Set Design                              | David Mitchell                | Nomination |
| Broadway 1980 | Theatre World Award    | Theatre World Award                                 | Marianne Tatum                | Lauréat    |
| Londres 1981  | Laurence Olivier Award | Best New Musical                                    | Best New Musical              | Nomination |
| Londres 1981  | Laurence Olivier Award | Best Actor in a Musical                             | Michael Crawford              | Lauréat    |
| Londres 1981  | Laurence Olivier Award | Outstanding Achievement in a Musical                | The Staging                   | Nomination |